# نیایشگاه پوتوو زونگچنگ
معبد پوتوو زونگچنگ (چینی: 普陀宗乘之庙; پین‌یین: Pǔtuó Zōngchéng zhī miào, الفبای تبتی: གྲུ་འཛིན་་་བསྟན་པའི་རྩ་བའི་ལྷ་ཁང༌།, Wylie: Chunzin Dainbaiza Pailhakang
) یکی از معابد بودیسم دوران دودمان چینگ است که بین سال‌های ۱۷۶۷ و ۱۷۷۱ میلادی در چنگده، استان هبئی، چین ساخته شد. این معبد که در نزدیکی اقامتگاه کوهستان چنگده قرار دارد، در میان معابد مشهور دیگری مانند معبد پونینگ به عنوان یکی از «هشت معبد بیرونی چنگده» شناخته می‌شود.
معبد پوتوو زونگچنگ به تقلید از قصر پوتالا در لاسا طراحی شده و نمادی از تلفیق سبک‌های معماری چینی و تبتی است. این مجموعه معبد حدود ۲۲۰٬۰۰۰ متر مربع (۲٬۴۰۰٬۰۰۰ فوت مربع) مساحت دارد و یکی از بزرگ‌ترین معابد چین به‌شمار می‌آید. سقف بسیاری از تالارها و پاویون‌های آن با کاشی‌های مسی و طلایی تزیین شده که به زیبایی مجموعه می‌افزاید.

## تاریخچه
این معبد بخشی از «هشت معبد بیرونی» واقع در چنگده است که به همراه اقامتگاه کوهستان چنگده در فهرست میراث جهانی یونسکو قرار دارد. معابد «هشت معبد بیرونی» توسط لیفان یوآن اداره می‌شدند، نهادی که مسئول رسیدگی به امور اقوامی مانند مغول‌ها و تبتی‌ها بود. به همین دلیل، ترکیبی از سبک‌های معماری مختلف در این معابد دیده می‌شود.
معبد پوتوو زونگچنگ در ابتدا به مناسبت تولد امپراتور چیان‌لونگ ساخته شد و هدف آن، ارائه معبدی با شکوه و هم‌سطح با قصر پوتالا در لاسا بود. این معبد نه‌تنها محلی برای برگزاری آیین‌ها و جشن‌های بودیسم بود، بلکه مکانی برای گردهمایی فرستادگان اقوام مختلف امپراتوری چین نیز به‌شمار می‌رفت. این مکان، علاوه بر آرامش، به عنوان پناهگاهی از شلوغی‌های پکن و فضایی برای مهمان‌نوازی امپراتور مورد استفاده قرار می‌گرفت.

## نسخه‌های شبیه‌سازی شده معبد طلایی
در ژوئن ۱۹۳۰، سون هدین، گوستا مونتل، جورج سودربوم و معمار چینی لیانگ ویهوا (W. H. Liang) به عنوان بخشی از سفر اکتشافی چین و سوئد به معبد پوتوو زونگچنگ آمدند. مأموریت آن‌ها تهیه یک معبد لامائیستی برای نمایشگاه جهانی شیکاگو ۱۹۳۳ بود. یک مدل دقیق در مقیاس ۱:۱ در کارگاه‌های لیانگ در پکن ساخته شد. دو مدل کوچک‌تر در مقیاس ۱:۱۰ نیز تهیه شدند که یکی برای کمک به نصب معبد کامل در شیکاگو ارسال شد و دیگری به موزه مردم‌نگاری استکهلم منتقل شد.